# Additiereactie
In de organische chemie is additie een chemische reactie waarbij uit twee moleculen één nieuw molecuul, een adduct, wordt gevormd; er wordt een π-binding vervangen door twee σ-bindingen. Additie van zowel halogenen als water en moleculaire waterstof zijn mogelijk. Bijvoorbeeld bij alkenen waarbij de dubbele binding opengaat en op de vrijgekomen plaatsen atomen worden gebonden.
Een voorbeeld van een additiereactie is:
De additiereactie is het tegengestelde van een eliminatiereactie.
Additiereacties kunnen alleen gebeuren bij moleculen met meerdere bindingen, zoals dubbele en driedubbele bindingen. 

## Onderverdeling
Er zijn twee soorten polaire additiereacties:
- Elektrofiele additie
- Nucleofiele additie

Ook zijn er apolaire additiereacties:
- Radicalaire additie

### Elektrofiele additie
Elektrofiele additie vindt plaats bij meervoudig gebonden koolstoffen (alkenen en alkynen). Hierbij valt een elektrofiel deeltje de meervoudige binding aan. Hierdoor ontstaat een carbokation. Het nucleofiele deeltje verbindt zich ten slotte met het carbokation.

### Nucleofiele additie
Nucleofiele additie vindt plaats bij ketonen en aldehyden: ketens met dubbel gebonden zuurstofatomen. Hierbij verschuiven de elektronen iets meer naar het zuurstofatoom omdat zuurstof een grotere elektronegatieve waarde heeft. Hierdoor wordt de koolstof iets positiever en de zuurstof iets negatiever. Een nucleofiel deeltje valt eerst aan op de positievere koolstof.
De dubbele binding wordt een enkele en het zuurstofatoom krijgt een negatieve formele lading. Op dit negatieve deel grijpt dan een elektrofiel deeltje aan.

### Radicalaire additie
Additie van waterstofbromide aan propeen in aanwezigheid van peroxiden resulteert in een anti-Markovnikov-additie. Dit wordt verklaard met een mechanisme waarin peroxide ontleedt tot vrije radicalen. Een vrij radicaal reageert met waterstofbromide tot o.a. een broom-radicaal. Dit radicaal start de radicaaladditie.